# الجامعة الخاصة بسوسة
الجامعة الخاصة بسوسة (بالفرنسية: Université privée de Sousse)‏ هي جامعة خاصة، تأسست في 2007.

يقع مقرها في حمام سوسة في تونس.

## مقالات ذات صلة
- قائمة الجامعات في تونس

## روابط خارجية
- الموقع الرسمي.

1. ↑  خرائط جوجل، QID:Q12013